# Rosca transportadora

Rosca transportadora

Uma rosca transportadora ou transportador helicoidal é um mecanismo que usa uma superfície girante na forma de uma rosca de parafuso para mover líquidos ou material granular. Estes tipos de transportadores são usados em muitas indústrias de manuseio de material a granel. Transportadores helicoidais na indústria moderna são freqüentemente usados horizontalmente ou com uma leve inclinação, como uma maneira eficiente de mover materiais semi-sólidos, incluindo restos de comida, lascas de madeira, grãos de cereais, carga para queima em caldeiras, resíduos de carne e ossos, etc. O primeiro tipo de rosca transportadora foi o parafuso de Arquimedes, usado desde a antiguidade para bombear água de irrigação.
A parte rotativa do transportador é comumente conhecida como trado.

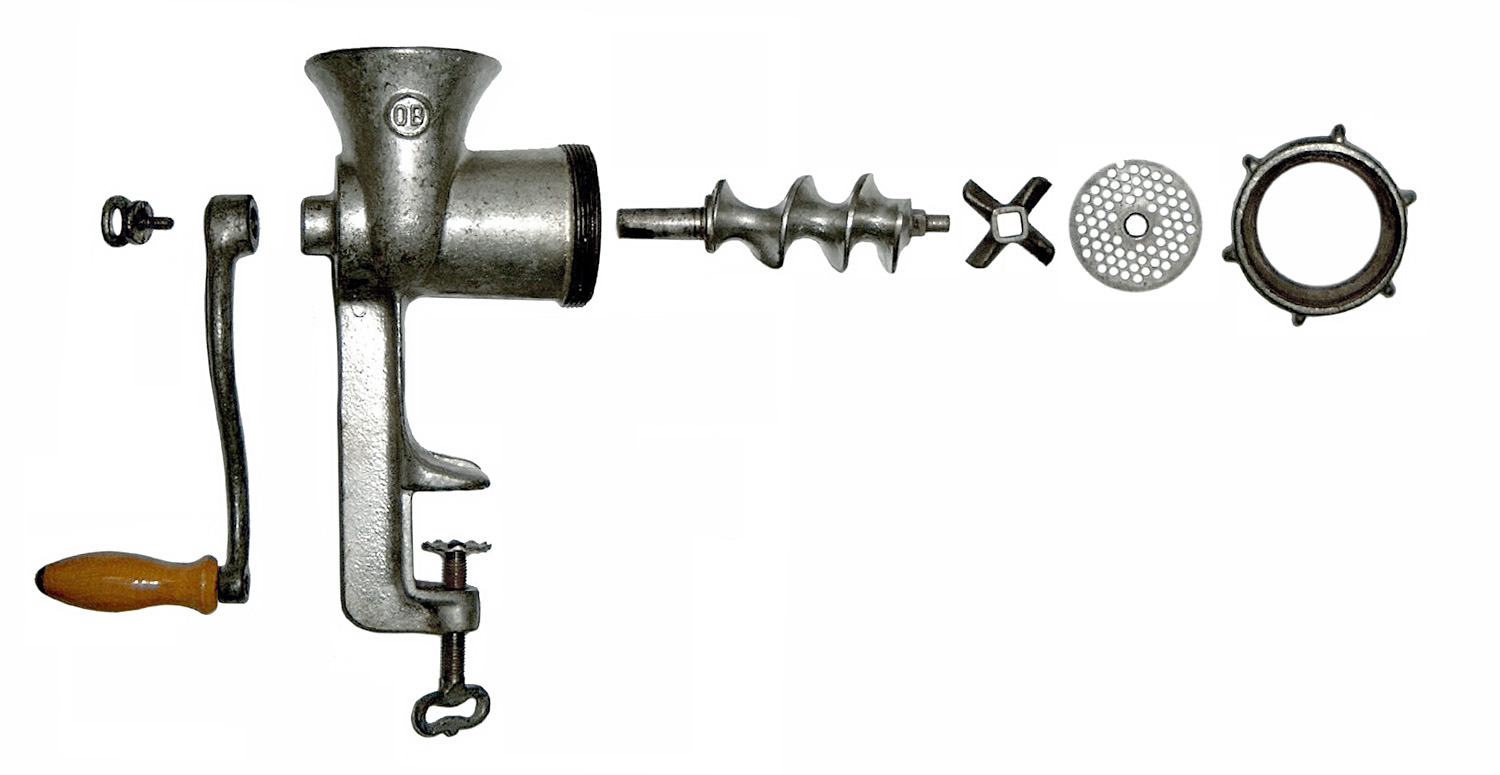
Moedor de carne

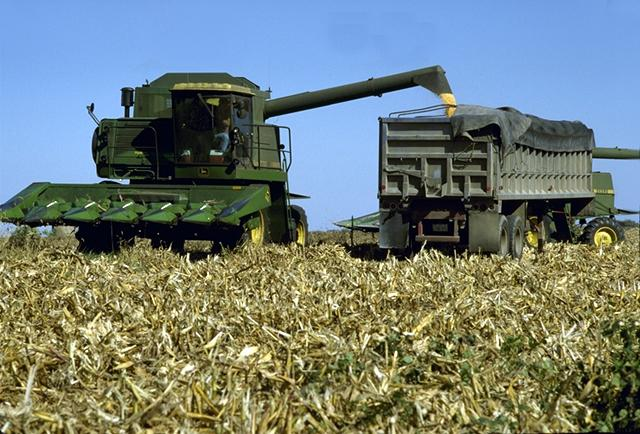
Colheitadeira usando um transportador helicoidal dentro de um tubo para descarregar grãos no reboque ao lado